# Thermomesochra
Thermomesochra é um género de crustáceo da família Canthocamptidae.
Este género contém as seguintes espécies:
- Thermomesochra reducta